# Jaskinia Niska (Tatry)
Jaskinia Niska – jaskinia w Dolinie Kościeliskiej w Tatrach Zachodnich. Wejście do niej położone jest w zachodnim zboczu Kończystej Turni, w pobliżu Dziury w Kończystej Turni, na wysokości 1165 m n.p.m. Jaskinia jest pozioma, a jej długość jaskini wynosi 12,5 metrów.

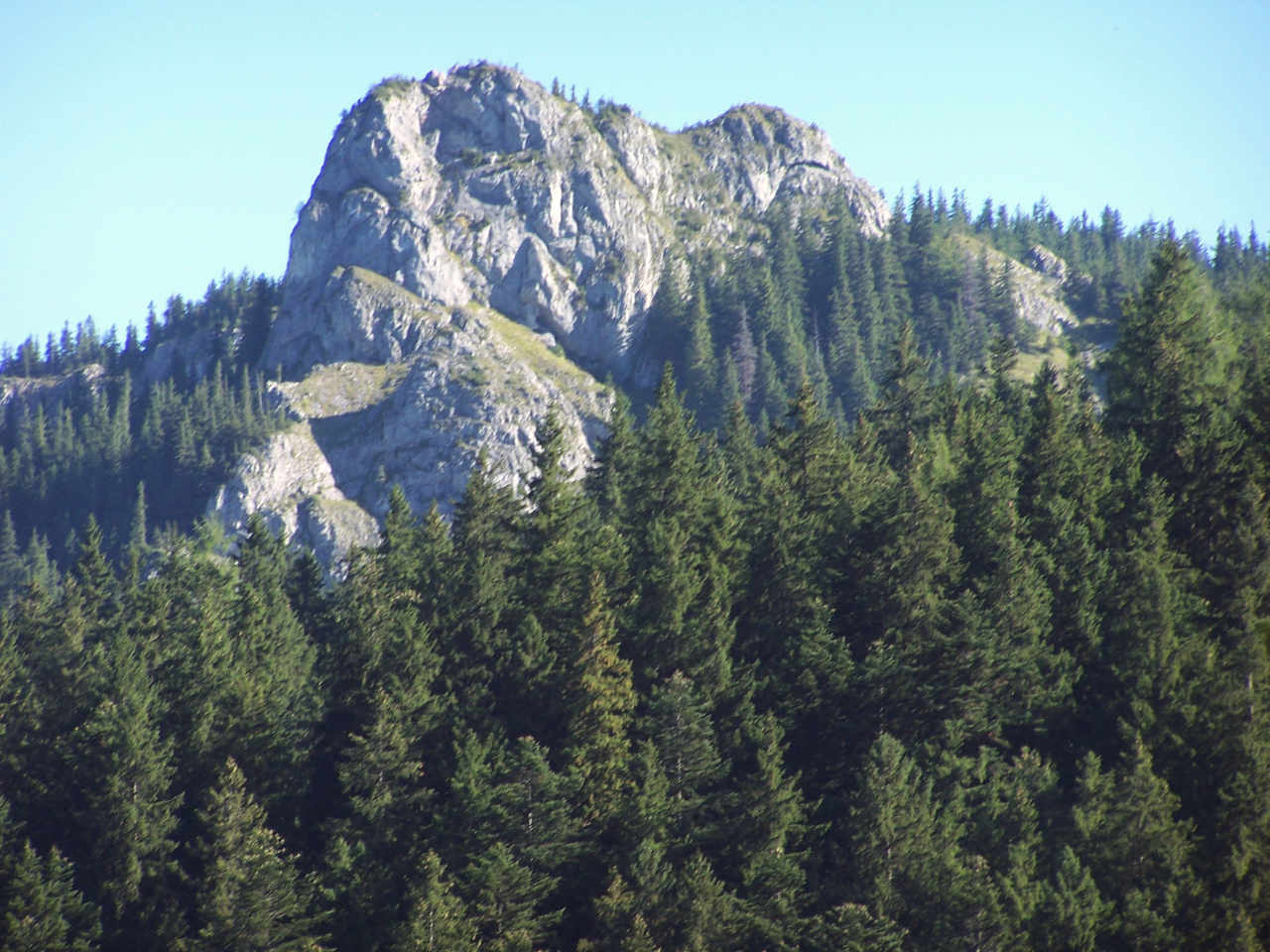
Kończysta Turnia

## Opis jaskini
Główną częścią jaskini jest duża, ale niska sala, do której prowadzi obszerny otwór wejściowy. Odchodzi z niej kilkumetrowy korytarzyk zakończony kominkiem.

## Przyroda
W jaskini można spotkać nacieki grzybkowe, polewy naciekowe oraz niewielkie stalagmity i stalaktyty. Zamieszkują ją nietoperze. Ściany są wilgotne, nie ma na nich roślinności.

## Historia odkryć
Jaskinia była znana od dawna. Pierwszy jej plan sporządził M. Gradziński w 1989 roku.